# برسانویدو
برسانویدو (به ایتالیایی: Bressanvido) یک کومونه در ایتالیا است که در استان ویچنزا واقع شده‌است.

## خصوصیات
برسانویدو ۸ کیلومترمربع مساحت و ۳٬۰۳۰ نفر جمعیت دارد و ۵۷ متر بالاتر از سطح دریا واقع شده‌است.